# 대만취청
대만취청(중국어 (대만): 台灣翠青, 백화자:Tâi-oân chhùi-chhiⁿ)은 대만기독장로교회 틴지굑(중국어 (대만): 鄭兒玉, 정아옥) 목사가 1977년 작사하고 1993년 개정한 대만의 찬가이다. 이 곡은 대만 독립운동가들에 의해 중화민국의 새 국가로 작성될 것이 제안되고 있다.

## 가사
가사의 원본은 저자가 백화자를 사용하는 목사인 관계로 백화자로 쓰여졌다. 원래 1절까지만 있었지만 1993년 이 곡이 작곡되고 나서 원작자가 1997년에 2절을 더했다.
|      | 백화자 | 한자 | 한국어 번역 |
| 1 절 | Thài-pêng-iûⁿ se-lâm hái-piⁿ, bí-lē-tó Tâi-oân chhùi-chhiⁿ. Chá-chêng hō͘ gōa-pang thóng-tī, kiàn-kok taⁿ teh chhut-thâu-thiⁿ. Kiōng-hô-kok hiàn-hoat ê ki-chhó͘, sù cho̍k-kûn pêng-téng saⁿ hia̍p-chō͘. Jîn-lūi bûn-hòa, sè-kài hô-pêng, kok-bîn hiòng-chêng kòng-hiàn châi-lêng.  | 太平洋西南海邊， 美麗島台灣翠青。 早前受外邦統治， 建國今在出頭天。 共和國憲法的基礎， 四族群平等相協助。 人類文化世界和平， 國民向前貢獻才能。        | 태평양 남서 해변에, 미려도 대만은 푸르구나. 일찍이 외방의 통치를 받았으나, 건국 이래 머리를 하늘에 들었네. 헌법에 기반한 공화국, 네 민족이 평등히 협력하네. 인류 문화와 세계 평화를 위해 국민들이 재능을 함께 공헌하네.                                               |
| 2 절 | Choè goân-thaû Siōng-tè chhòng-chō, bí-lē-tó Tâi-oân choè-hó. Siúⁿ-sù hō͘ chó͘-sian khiā-khí, kiàn-kok taⁿ Siōng-chú liap-lí. Chú Ki-tok kok-ka ê kun-ông, lí-sióng-pang bo̍k-phiau ê kià-bōng. Lán beh kiàn-siat jîn-ài kong-gī, chó͘-kok moá-toē chhin-chhiūⁿ tī thiⁿ. (A-men.） | 最源頭上帝創造， 美麗島台灣最好， 賞賜給祖先居起， 建國今上主攝理。 主基督國家的君王， 理想邦目標的寄望， 咱欲建設仁愛公義， 祖國滿地親像在天。 (阿門) | 태초에 하나님이 창조하신 미려도 대만이 가장 좋구나. 선조들에게 기거할 곳을 상으로 주시고, 건국 때와 지금도 하나님께서 섭리하시네. 주 그리스도 나라의 임금, 이상향이라는 목표에 소망을 두네. 우리는 인애와 공의를 세워 조국 온 땅에 아버지의 형상이 있게 하리. (아멘.) |

## 같이 보기
- 중화민국의 국가
- 대만 독립운동